# Abîme de Bramabiau

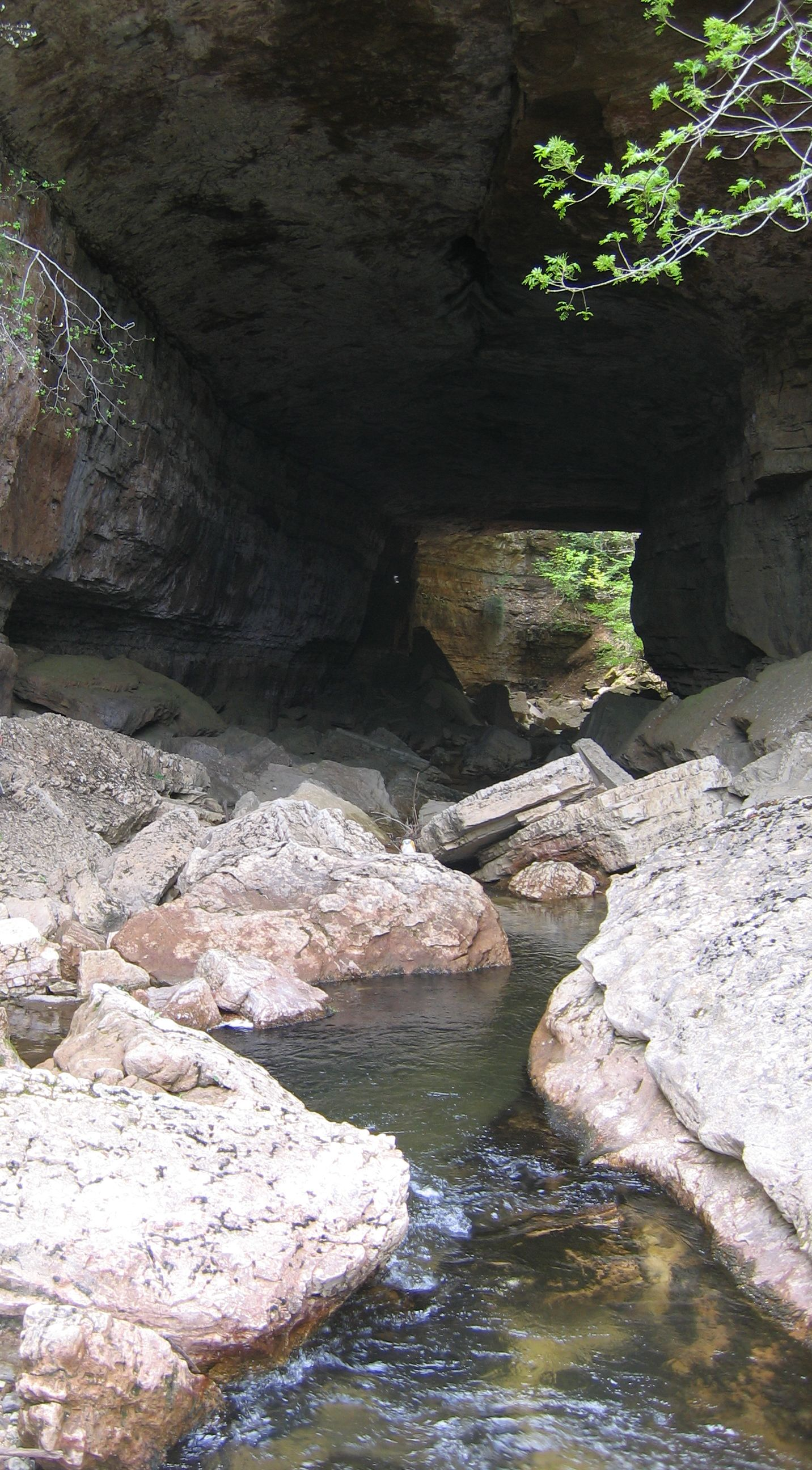
Der Bach Bonheur verschwindet im Karst

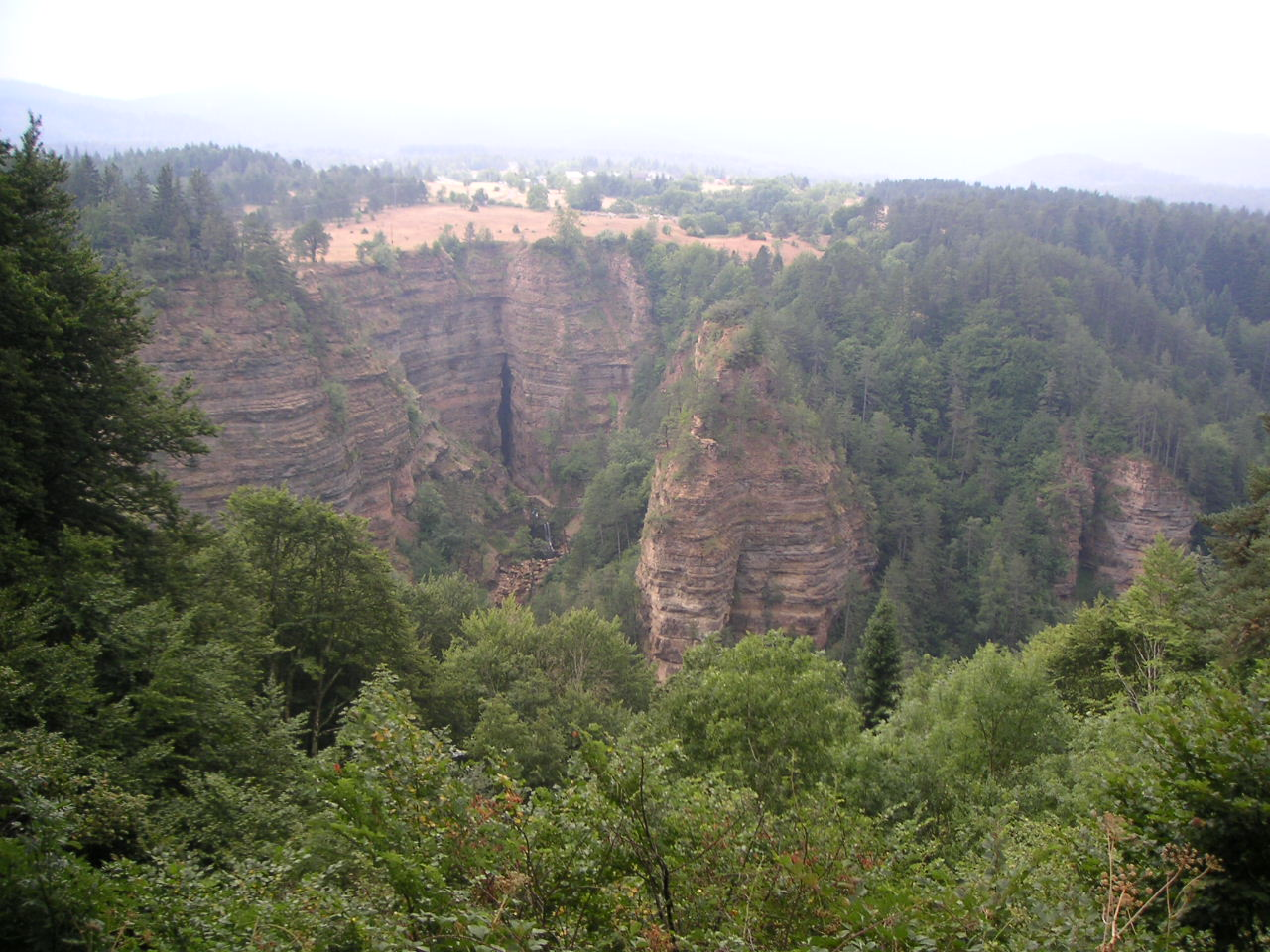
L’abîme de Bramabiau, Panorama

Die Abîme de Bramabiau ist eine Karsthöhle mit einem natürlichen Eingang und einem natürlichen Ausgang im Département Gard in der Region Okzitanien in Frankreich. Die Höhle liegt auf dem Gebiet der Gemeinde Saint-Sauveur-Camprieu im Nationalpark Cevennen zwischen dem Mont Aigoual und dem Causse Noir.
Der Bach Bonheur durchfließt die Durchgangshöhle L’Abîme de Bramabiau, danach tritt der Fluss in einem Wasserfall, unter dem nunmehrigen Namen Bramabiau, wieder ans Tageslicht.